# História da diplomacia
História diplomática trata da história das relações internacionais entre Estados. A história diplomática pode ser diferente das relações internacionais, pois a primeira pode se preocupar com a política externa de um estado, enquanto a segunda lida com as relações entre dois ou mais estados. A história diplomática tende a se concentrar mais na história da diplomacia, mas as relações internacionais estão mais preocupadas com eventos atuais e com a criação de um modelo destinado a lançar luz explicativa sobre a política internacional.

## Historiografia

### Ranke
No século V a.C., o historiador grego Tucídides estava profundamente preocupado com as relações entre os Estados. No entanto, Leopold von Ranke (1795–1886), o principal historiador alemão do século XIX, codificou a forma moderna de história diplomática. Ranke escreveu principalmente sobre a história da Europa Moderna inicial, usando os arquivos diplomáticos das potências europeias (particularmente da República de Veneza) para construir uma compreensão detalhada da história da Europa wie es eigentlich gewesen ist ("como realmente aconteceu"). Ranke via a história diplomática como o tipo mais importante de história a ser escrita devido à sua ideia de "Primazia dos Assuntos Externos" (Primat der Aussenpolitik), argumentando que as questões das relações internacionais impulsionam o desenvolvimento interno do Estado. A compreensão de Ranke sobre a história diplomática baseava-se no uso, como fontes, do grande número de documentos oficiais produzidos pelos governos ocidentais modernos; ele argumentava que os historiadores deveriam examinar tais fontes de maneira objetiva e neutra.

### Pesquisadores do século XX
A compreensão de Ranke sobre a primazia da política externa e, portanto, a ênfase na história diplomática, permaneceu o paradigma dominante na escrita histórica até a primeira metade do século XX. No início do século XX, trabalhos de historiadores diplomáticos proeminentes como Charles Webster, Harold Temperley e Bernadotte Everly Schmitt concentraram-se em grandes eventos europeus, especialmente guerras e conferências de paz. Um avanço notável na historiografia diplomática ocorreu em 1910, quando o governo francês começou a publicar todos os arquivos relativos à guerra de 1870.
A abordagem de Ranke, combinada com os efeitos da War Guilt Clause no Tratado de Versalhes (1919), que culpava a Alemanha, estimulou uma produção maciça de obras em muitas línguas sobre as origens da guerra de 1914. Os bolcheviques na Rússia publicaram importantes documentos secretos dos Aliados em 1918 e outros governos encomendaram coleções multivolumes cuidadosamente editadas de documentos-chave em sua posse. Vários historiadores escreveram histórias em vários volumes sobre as origens da guerra. No período entre guerras, a maioria dos historiadores diplomáticos tendia a culpar todas as Grandes Potências de 1914 pela Primeira Guerra Mundial, argumentando que a guerra era, de fato, responsabilidade de todos. Em geral, as primeiras obras nesse sentido se encaixavam confortavelmente na ênfase de Ranke em Aussenpolitik.
A historiadora Muriel Chamberlain observa que, depois da Primeira Guerra Mundial:
a história diplomática substituiu a história constitucional como o carro-chefe da investigação histórica, ao mesmo tempo a mais importante, mais exata e mais sofisticada dos estudos históricos.
Ela acrescenta que depois de 1945, a tendência se inverteu, permitindo que a história política, intelectual e social substituísse a história diplomática.
Na primeira metade do século XX, a maior parte da história diplomática, trabalhando nos limites estreitos da abordagem de Primat der Aussenpolitik, concentrou-se muito na elite responsável pela formulação da política externa, com pouca referência a forças históricas mais amplas. As exceções mais notáveis a essa tendência foram A. J. P. Taylor e W. N. Medlicott no Reino Unido, Pierre Renouvin na França e William L. Langer nos Estados Unidos, que examinaram forças econômicas e políticas internas.

### Causas da Segunda Guerra Mundial

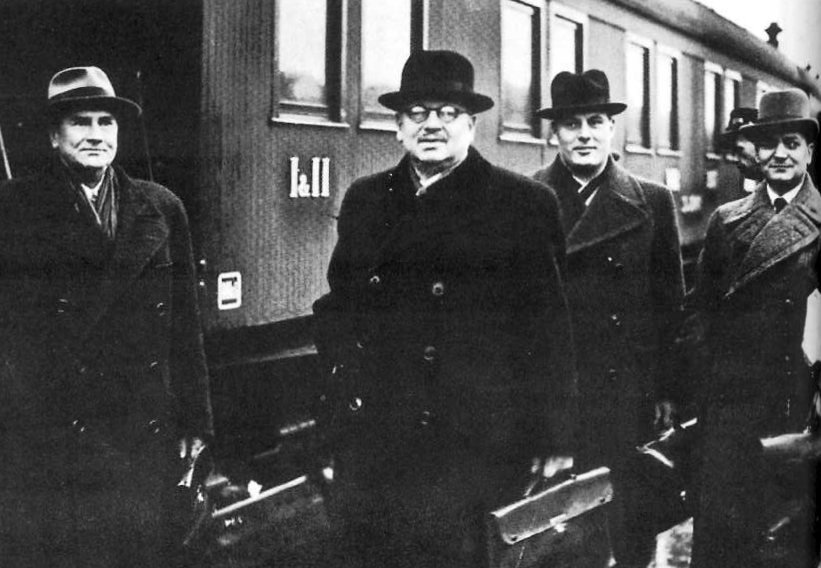
Após a Segunda Guerra Mundial, J. K Paasikivi (no centro), o 7º Presidente da República da Finlândia, foi lembrado como o principal arquiteto da política externa da Finlândia, especialmente com a União Soviética, que na época era o inimigo de guerra da Finlândia.

A série de vários volumes de Sir Winston Churchill, The Second World War, especialmente o primeiro volume, The Gathering Storm (1948), definiu a estrutura e a interpretação de grande parte da historiografia posterior. Sua interpretação, ecoando sua própria posição antes da guerra, era a de que a Segunda Guerra Mundial foi causada pelas ambições insanas de Adolf Hitler; Churchill condenou os líderes britânicos e franceses que, com fraqueza e covardia, usaram a política de apaziguamento em um esforço inútil para evitar a guerra. Churchill não considerou o argumento de que a alternativa ao apaziguamento seria uma guerra prematura que a Alemanha venceria em 1938. O livro de 1961 do historiador britânico A. J. P. Taylor, The Origins of the Second World War, desafiou o ponto de vista de Churchill e argumentou que Hitler não tinha um plano mestre para conquistar o mundo. Em vez disso, ele seria um estadista comum — um líder oportunista aproveitando todas as chances de expansão. O fato de uma guerra mundial ter começado por causa da Polônia em 1939 ocorreu devido a um erro de cálculo diplomático por todos os países envolvidos, em vez de ser um caso de agressão alemã. Historiadores britânicos como D.C. Watt, Paul Kennedy, George Peden e David Dilks argumentaram que o apaziguamento não foi uma anomalia, mas sim uma antiga tradição britânica que, neste caso, resultou de inúmeros fatores estruturais, econômicos e militares. Historiadores como Christopher Thorne e Harry Hinsley abandonaram o foco anterior em líderes individuais para discutir influências sociais mais amplas, como a opinião pública, e influências mais restritas, como inteligência, nas relações diplomáticas. Nos últimos anos, os debates sobre a década de 1930 continuaram, mas novas abordagens têm sido empregadas, como a análise em termos da identidade nacional britânica.

### Abordagens francesas
Um grupo de historiadores franceses centrado em Pierre Renouvin (1893–1974) e seus protégés Jean-Baptiste Duroselle e  fr iniciou um novo tipo de história internacional na década de 1950, que incluía levar em conta o que Renouvin chamava de forces profondes (forças profundas), como a influência da política interna na política externa francesa. No entanto, Renouvin e seus seguidores ainda seguiam o conceito de la décadence, com Renouvin argumentando que a sociedade francesa sob a Terceira República Francesa estava “muito carente de iniciativa e dinamismo” e Baumont argumentando que os políticos franceses haviam permitido que “interesses pessoais” se sobrepusessem a “qualquer senso de interesse geral”. Em 1979, o livro de Duroselle, La Décadence, ofereceu uma condenação total de toda a Terceira República como fraca, covarde e degenerada.

### Debate Fischer sobre a Primeira Guerra Mundial
Ao mesmo tempo, em 1961, quando o historiador alemão Fritz Fischer publicou Griff nach der Weltmacht, estabelecendo que a Alemanha havia causado a Primeira Guerra Mundial, surgiu a intensa “Polêmica Fischer”, que dividiu profundamente a comunidade de historiadores da Alemanha Ocidental. Um resultado do livro de Fischer foi o surgimento da escola de Primat der Innenpolitik (Primazia da Política Interna). Como resultado da ascensão da escola Primat der Innenpolitik, os historiadores diplomáticos passaram cada vez mais a prestar atenção à política interna. Na década de 1970, o historiador conservador alemão Andreas Hillgruber, juntamente com seu associado próximo Klaus Hildebrand, envolveu-se em um debate muito áspero com o historiador alemão de esquerda Hans-Ulrich Wehler sobre os méritos das escolas Primat der Aussenpolitik (“primazia da política externa”) e Primat der Innenpolitik (“primazia da política interna”). Hillgruber e Hildebrand defenderam a abordagem tradicional de Primat der Aussenpolitik para a história diplomática, com ênfase em examinar os registros do respectivo Ministério das Relações Exteriores e em estudos da elite de tomada de decisões em política externa. Wehler, que defendia a abordagem de Primat der Innenpolitik, por sua vez, sustentava que a história diplomática deveria ser tratada como uma subárea da história social, defendendo pesquisas com bases teóricas e argumentando que o foco real deveria estar no estudo da sociedade em questão. Além disso, sob a influência da escola Primat der Innenpolitik, os historiadores diplomáticos nas décadas de 1960, 1970 e 1980 começaram a tomar emprestados modelos das ciências sociais.

### Debate Mason–Overy sobre pressões internas na Alemanha Nazista
Um exemplo notável da abordagem de Primat der Innenpolitik foi a tese do historiador marxista britânico Timothy Mason, que afirmava que o início da Segunda Guerra Mundial em 1939 era melhor entendido como uma “variante bárbara de imperialismo social”. Mason argumentou que “a Alemanha nazista sempre esteve inclinada em algum momento a uma grande guerra de expansão”. Contudo, Mason sustentava que o momento de tal guerra foi determinado por pressões políticas internas, especialmente relacionadas a uma economia em colapso, e não tinha nada a ver com o que Hitler desejava. Na visão de Mason, no período entre 1936 e 1941, era o estado da economia alemã, e não a “vontade” ou as “intenções” de Hitler, o fator mais importante para determinar a tomada de decisão da política externa alemã. Mason argumentava que os líderes nazistas eram profundamente assombrados pela Revolução de Novembro de 1918 e estavam extremamente relutantes em ver qualquer queda no padrão de vida da classe trabalhadora por medo de que isso pudesse desencadear outra Revolução de Novembro. Segundo Mason, em 1939, o “superaquecimento” da economia alemã causado pelo rearmamento, o fracasso de vários planos de rearmamento em função da escassez de trabalhadores qualificados, o descontentamento industrial causado pelo colapso das políticas sociais alemãs e a forte queda no padrão de vida da classe trabalhadora levaram Hitler a entrar em guerra em um momento e lugar que ele não escolheria voluntariamente. Mason sustentava que, diante da profunda crise socioeconômica, a liderança nazista decidira embarcar em uma política externa implacável de “arrasa e pega” (smash and grab), tomando territórios na Europa Oriental que poderiam ser explorados impiedosamente para sustentar o padrão de vida na Alemanha. A tese de Mason de um “voo para a guerra” imposto a Hitler gerou muita controvérsia e, na década de 1980, ele travou uma série de debates com o historiador econômico Richard Overy sobre esse assunto. Overy sustentava que a decisão de atacar a Polônia não foi causada por problemas econômicos estruturais, mas sim pelo fato de Hitler querer uma guerra localizada naquele momento específico da história. Para Overy, um grande problema na tese de Mason era que ela se baseava na suposição de que, de alguma forma não registrada pela documentação, as informações sobre os problemas econômicos do Reich teriam chegado até Hitler. Overy argumentava que havia uma grande diferença entre pressões econômicas geradas pelos problemas do Plano de Quatro Anos e motivos econômicos para obter matérias-primas, indústria e reservas estrangeiras de Estados vizinhos como forma de acelerar o Plano de Quatro Anos. Além disso, Overy afirmava que a capacidade repressiva do Estado alemão, como forma de lidar com o descontentamento interno, foi subestimada por Mason.

### Relações Japão–EUA
Além disso, como a Segunda Guerra Mundial foi uma guerra global, os historiadores diplomáticos começaram a focar também nas relações Japão–EUA para entender por que o Japão atacou os Estados Unidos em 1941. Isso, por sua vez, levou os historiadores diplomáticos a abandonar a abordagem eurocêntrica anterior em favor de uma abordagem mais global. Um sinal dos novos tempos foi a ascensão de historiadores diplomáticos como o historiador japonês Chihiro Hosoya, o historiador britânico Ian Nish e o historiador americano Akira Iriye, sendo esta a primeira vez que especialistas em Ásia se tornaram notáveis historiadores diplomáticos.

### Guerra do Vietnã e revisionismo
A Guerra Fria e a descolonização intensificaram ainda mais a tendência para uma história diplomática mais global. A Guerra do Vietnã levou ao surgimento de uma escola revisionista nos Estados Unidos, que fez com que muitos historiadores americanos, como Gabriel Kolko e William Appleman Williams, rejeitassem a história diplomática tradicional em favor de uma abordagem de Primat der Innenpolitik, na qual se examinavam as influências da política interna americana e diversas forças sociais, econômicas e culturais na formulação da política externa. Em geral, os revisionistas americanos da Guerra Fria concentraram-se na tomada de decisão da política externa dos EUA com relação à gênese da Guerra Fria na década de 1940 e em como os Estados Unidos se envolveram no Vietnã na década de 1960. A partir da década de 1960, estabeleceu-se um acalorado debate na historiografia da Guerra Fria entre os defensores da escola “ortodoxa”, que viam a Guerra Fria como um caso de agressão soviética — como Vojtech Mastny — contra os partidários da escola “revisionista”, que enxergavam a Guerra Fria como um caso de agressão americana. Mais recentemente, surgiu uma terceira corrente, conhecida como “neoortodoxa”, cujo membro mais proeminente é o historiador americano John Lewis Gaddis, que sustenta que, embora os Estados Unidos tenham alguma responsabilidade pela Guerra Fria, a maior parte dela recai sobre a União Soviética.

### Tendências recentes
Na Europa, a história diplomática perdeu prestígio durante o final da Guerra Fria. Contudo, desde o colapso do comunismo em 1989–91, houve um renascimento, liderado especialmente por historiadores da era moderna inicial, na história da diplomacia. A nova abordagem difere das anteriores pela incorporação de perspectivas vindas da ciência política, sociologia, história das mentalidades e história cultural.
Nos Estados Unidos, desde a década de 1980, a disciplina de história diplomática tornou-se mais relevante e melhor integrada ao mainstream da profissão histórica acadêmica. Ela liderou a internacionalização dos estudos históricos norte-americanos. Como explora a interação de forças domésticas e internacionais, a área tornou-se cada vez mais importante para o estudo da cultura e identidade e para a análise das ideologias políticas aplicadas aos assuntos externos. Houve grandes influências de outras abordagens, como orientalismo e globalismo, bem como da história de gênero e racial. A história dos direitos humanos também se tornou importante. Apesar de todas essas inovações, no entanto, o núcleo da história diplomática permanece o estudo do Estado em interação com outros Estados, o que também é fundamental para sua ampliação, uma vez que a análise do status de superpotência dos EUA é essencial para a compreensão do mundo no âmbito internacional.
No início da década de 1980, o historiador Jeffrey Kimball pesquisou as preferências ideológicas de 109 historiadores diplomáticos ativos nos Estados Unidos, bem como de 54 historiadores militares ativos. Ele relatou que:
Dos historiadores na área de história diplomática, 7% são Socialistas, 19% são Outros, 53% são Liberais, 11% são Nenhum e 10% são Conservadores. Entre os historiadores militares, 0% são Socialistas, 8% são Outros, 35% são Liberais, 18% são Nenhum e 40% são Conservadores.

## Estudos históricos
Na Europa, a história diplomática perdeu prestígio durante o final da Guerra Fria. Desde o colapso do comunismo, houve um renascimento, liderado especialmente por historiadores da era moderna inicial, na história da diplomacia. A nova abordagem difere das perspectivas anteriores pela incorporação de visões da ciência política, sociologia, história das mentalidades e história cultural.
Nos Estados Unidos, desde 1980, a disciplina de história diplomática tornou-se mais relevante e integrada ao mainstream da profissão historiográfica, estando na vanguarda da internacionalização dos estudos históricos americanos. Como campo que explora o encontro entre forças domésticas e internacionais, o estudo das relações exteriores dos EUA tornou-se cada vez mais importante por seu exame tanto do estudo da cultura e identidade quanto da exploração das ideologias políticas. Particularmente moldada pela influência de estudos sobre orientalismo e globalismo, estudos de gênero, raça e considerações de identidade nacional, a história diplomática muitas vezes esteve na vanguarda da pesquisa histórica. Apesar de tais inovações, no entanto, o núcleo da história diplomática permanece o estudo do Estado, que também é essencial para sua expansão, pois as considerações sobre o poder estatal dos EUA são fundamentais para a compreensão do mundo em âmbito internacional.

## Historiadores diplomáticos proeminentes
- Henry Brooks Adams (1838–1918), EUA 1800–1816
- Henry Adams, EUA
- Charles A. Beard (1874–1948), história revisionista do início da Segunda Guerra Mundial
- Michael Beschloss (nasc. 1955), Segunda Guerra Mundial; Guerra Fria
- Samuel Flagg Bemis, EUA
- Charles Howard Carter (1927–1990), Europa Ocidental 1590–1635
- Winston Churchill, Primeira Guerra Mundial; Segunda Guerra Mundial
- Gordon A. Craig (1913–2005), Alemanha
- Robert Dallek, EUA (décadas de 1930 a 1960)
- Jean-Baptiste Duroselle (1917–1994), Europa no século XX
- Herbert Feis (1893–1972), Segunda Guerra Mundial; comércio internacional
- Orlando Figes (nasc. 1957), Rússia
- John Lewis Gaddis, Guerra Fria
- Lloyd Gardner, EUA no século XX
- Felix Gilbert, Renascença
- George Peabody Gooch (1873–1968), historiador inglês da diplomacia moderna
- Andreas Hillgruber, Alemanha no século XX
- Akira Iriye (nasc. 1934), EUA–Japão
- George F. Kennan, Rússia
- Paul Kennedy, séculos XIX e XX
- Henry Kissinger (1923–2023); séculos XIX e XX
- Walter LaFeber, EUA no século XX
- William L. Langer (1896–1977), historiador americano, história mundial e diplomática
- John Lukacs, Segunda Guerra Mundial
- Thomas J. McCormick, EUA
- Walter A. McDougall, história diplomática dos EUA e da Europa
- Margaret MacMillan, século XX
- Charles S. Maier, Europa do século XX
- William McNeill, história mundial
- Garrett Mattingly, Europa moderna inicial
- Arno J. Mayer, Primeira Guerra Mundial
- Lewis Bernstein Namier, início da Segunda Guerra Mundial
- Geoffrey Parker (nasc. 1943), Europa moderna inicial
- Bradford Perkins (1925–2008), relações anglo-americanas
- Leopold von Ranke (1795–1886), Europa
- Pierre Renouvin (1893–1974), 1815 a 1945
- Paul W. Schroeder, Europa moderna
- Jean Edward Smith, Guerra Fria
- Justin Harvey Smith, Guerra Mexicano-Americana
- Hew Strachan, Primeira Guerra Mundial
- David Tal, Israel
- A. J. P. Taylor (1906–1990), Europa Moderna, Guerras Mundiais
- Harold Temperley (1879–1939), Reino Unido
- Arnold J. Toynbee (1889–1975), século XX
- Voltaire (1694–1778), Europa
- Charles Webster (1886–1961), Reino Unido
- Gerhard Weinberg, Segunda Guerra Mundial, Alemanha
- John Wheeler-Bennett, Reino Unido e Alemanha
- William Appleman Williams, Estados Unidos
- Randall Woods, EUA no século XX
- Ernest Llewellyn Woodward (1890–1971), Reino Unido
- Karl W. Schweizer (1946-), século XVIII na Grã-Bretanha/Europa
- Sergio Romano (escritor) (1929), Itália e Rússia

## Leituras adicionais

### Visão global
- Anderson, M.S. The Rise of Modern Diplomacy 1450 - 1919 (1993)  excerpt  (sobre como os diplomatas operavam)
- Black, Jeremy. A History of Diplomacy (2010)
- Boia, Lucian, ed. Great Historians of the Modern Age: An International Dictionary (Greenwood, 1991), 868 pp.
- Crean, Jeffrey. The Fear of Chinese Power: An International History (Bloomsbury, 2023).
- Kissinger, Henry. Diplomacy  (1994), estudos históricos de crises diplomáticas
- Stearns, Peter N. An Encyclopedia of World History (6ª ed. 2001) 1244pp; esquema muito detalhado; ver também edições anteriores editadas por William L. Langer, que têm ainda mais detalhes.
- Woolf, Daniel R., ed. A global encyclopedia of historical writing (2 vols. Routledge, 2014) vol 2 online.

### Diplomacia europeia
- Albrecht-Carrié, René. A Diplomatic History of Europe Since the Congress of Vienna (1958), 736pp; introdução básica, online free to borrow
- Black, Jeremy.  European International Relations, 1648-1815 (2002) excerpt and text search
- Hill, David Jayne. A history of diplomacy in the international development of Europe (3 vols. 1914) online v 3, 1648-1775; também online;  vol 2 online  1313-1648
- Langer, William.  European Alliances and Alignments 1870-1890 (2ª ed. 1950); análise avançada do sistema bismarckiano
- Langer, William L.  The Diplomacy of Imperialism 1890-1902 (2 vols., 1935); análise avançada
- Leira, Halvard. "Diplomacy: The world of states and beyond." in Routledge Handbook of Historical International Relations (Routledge, 2021). 302–310.
- Mowat, R. B. A History of European Diplomacy 1815-1914 (1922), introdução básica
- Mowat, R. B. History of European Diplomacy, 1451–1789 (1928) 324 pp online free
- Petrie, Charles. Earlier diplomatic history, 1492–1713 (1949), abrange toda a Europa; online
  - Petrie, Charles. Diplomatic History, 1713–1933 (1946), resumo amplo online
- Roosen. William J. "The functioning of ambassadors under Louis XIV." French Historical Studies 6.3 (1970): 311–332. online
- Roosen, William James (1976). The Age of Louis XIV: The Rise of Modern Diplomacy. [S.l.]: Transaction Publishers. ISBN 9781412816670
- Schroeder, Paul. The Transformation of European Politics 1763–1848 (1994) online; história diplomática avançada
- Schweizer, Karl W., and Matt Schuman. The Seven Years War (2010)
- Sowerby, Tracey A., and Jan Hennings, eds. Practices of diplomacy in the early modern world c. 1410-1800 (Taylor & Francis, 2017) online.
- Steiner, Zara. The Lights that Failed: European International History 1919-1933 (2007) excerpt and text search
- Steiner, Zara. The Triumph of the Dark: European International History 1933-1939 (2011) excerpt and text search
- Taylor, A. J. P. The Struggle for Mastery in Europe: 1848–1918 (1957) excerpt and text search, cobertura avançada de todas as grandes potências

### Estados Unidos
- Dietrich, Christopher RW, ed. A Companion to US Foreign Relations: Colonial Era to the Present (Wiley, 2020) online
- Dobson, Alan and Steve Marsh. US Foreign Policy Since 1945 (2ª ed. 2006)
- Gleijeses, Piero. America's road to empire: foreign policy from independence to World War One (Bloomsbury, 2021)
- McMahon, Robert J., and Thomas W. Zeiler, eds. Guide to US foreign policy: A diplomatic history (CQ Press, 2012).
- Pauly, Robert J., ed. The Ashgate research companion to US foreign policy (2010) online.
- Reeder, Tyson, ed. The Routledge History of U.S. Foreign Relations (2021) online

### Historiografia
- Cannon, John Ashton et al. eds.  The Blackwell dictionary of historians (1988). Pequenas biografias de centenas de historiadores de vários países. 495pp
- Carrió-Invernizzi, Diana. "A New Diplomatic History and the Networks of Spanish Diplomacy in the Baroque Era." International History Review 36.4 (2014): 603–618.
- Carvalho, Benjamin de et al. eds. Routledge Handbook of Historical International Relations (2021) online
- Crapol, Edward P. "Coming to Terms with Empire: The Historiography of Late-Nineteenth-Century American Foreign Relations." Diplomatic History (1992) 16#4 pp: 573–598.
- Elman, Colin, and Miriam Fendius Elman. "Diplomatic history and international relations theory: respecting difference and crossing boundaries." International Security (1997) 22#1: 5-21. Online
- Forrest, Alan, and  Peter Hicks, eds. The Cambridge History of the Napoleonic Wars: Volume 3, Experience, Culture and Memory (2022)
- Gaddis, John Lewis. "New conceptual approaches to the study of American Foreign Relations: interdisciplinary perspectives." Diplomatic History (1990) 14#3 pp: 405–424.
- Giudici, Giacomo. "From new diplomatic history to new political history: The rise of the holistic approach." European History Quarterly 48.2 (2018): 314–324.
- Hogan, Michael J. and Thomas G. Paterson, eds. Explaining the History of American Foreign Relations,  (2004), artigos originalmente publicados em Diplomatic History e que abrangem todos os principais campos da história diplomática americana
- Koshiro, Yukiko (2001). «Japan's World and World War II». Diplomatic History. 25 (3): 425–441. doi:10.1111/0145-2096.00276
- Plummer, Brenda Gayle. “The Changing Face of Diplomatic History: A Literature Review.” History Teacher 38#3 (maio de 2005), pp. 385–400. online. foco nos Estados Unidos
- Schweizer,  K.W. and M.J. Schumann. “The Revitalisation of Diplomatic History: Renewed Reflections,” Diplomacy and Statecraft 19 (2008): 149–186
- Sowerby, Tracey A. "Early Modern Diplomatic History" History Compass (2016) 14#9 pp 441–456  DOI: 10.1111/hic3.12329; Europa 1600–1790
- Watkins, John. "Toward a new diplomatic history of medieval and early modern Europe." Journal of Medieval and Early Modern Studies 38.1 (2008): 1–14.
- Xia, Yafeng (2007). «New Scholarship And Directions in the Study of the Diplomatic History of the People's Republic of China». Chinese Historical Review. 14 (1): 114–140. doi:10.1179/tcr.2007.14.1.114
- Zeiler, Thomas W. (2009). «The Diplomatic History Bandwagon: A State of the Field». Journal of American History. 95 (4): 1053–1073. JSTOR 27694560. doi:10.2307/27694560
- Zeiler, Thomas W. ed. American Foreign Relations since 1600: A Guide to the Literature (2007), online
- Zelikow, Philip, Niall Ferguson, Francis J. Gavin, Anne Karalekas, and Daniel Sargent. "Forum 31 on the Importance of the Scholarship of Ernest May" H-DIPLO 17 de dezembro de 2021 online